# Umberto La Rocca (giornalista)
Umberto La Rocca (Roma, 11 gennaio 1959) è un giornalista italiano.

## Biografia
Nato a Roma, incomincia la carriera giornalistica a Il Messaggero nella cronaca romana. Dopo aver svolto svariati incarichi di capo servizio, diventa anche inviato della sezione politica ed editorialista del quotidiano romano.
Nel 2001 viene assunto a La Stampa (direttore Marcello Sorgi), dove diventa anche capo della redazione romana. Nel 2005, con la nuova direzione di Giulio Anselmi, diventa vicedirettore.
Il 21 luglio 2009 è nominato direttore del quotidiano genovese Il Secolo XIX sostituendo Lanfranco Vaccari in carica dal 2004. La direzione diventa effettiva dal 1º agosto. Rimane direttore dello stesso giornale fino al 2014.
Nell'ottobre del 2017, e fino a ottobre 2019 quando è sostituito da Marco Castelnuovo, diventa responsabile della redazione torinese del Corriere della Sera.
All'inizio di marzo del 2020, avvicenda Massimo Corcione alla direzione del giornale online Open edito e fondato da Enrico Mentana.